# Partol rowerowy

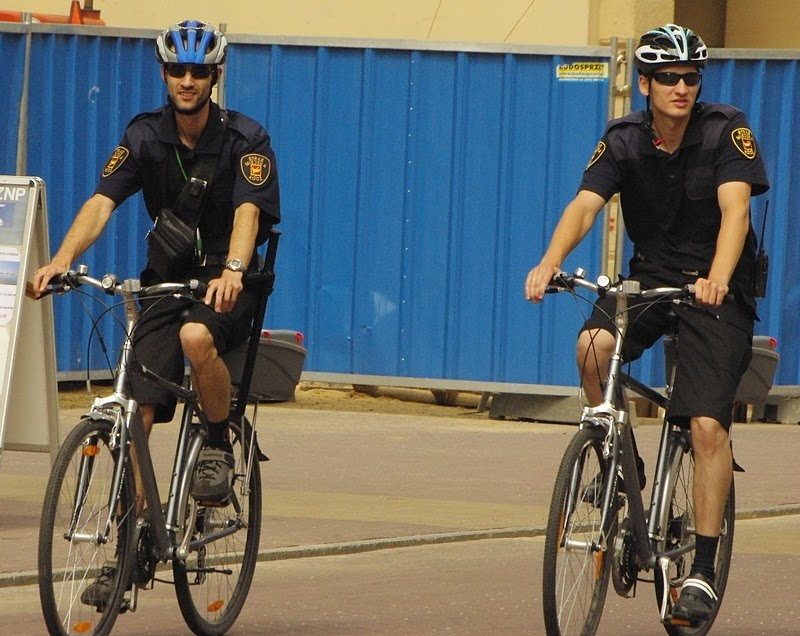
Rowerowy partol Straży Miejskiej w Łodzi

Patrol rowerowy – grupa ludzi, którzy przemieszczają się na rowerach w celu wykonywania swoich zadań terenowych, zwykle w ramach służby lub obowiązków zawodowych, najczęściej związanych z bezpieczeństwem, porządkiem lub zdrowiem. Patrole rowerowe mogą być organizowane przez instytucje, takie jak policja, straż miejska czy grupy ratownictwa medycznego. Policyjne patrole tego typu potrafią być bardziej skuteczne. Policyjne partole rowerowe z amerykańskich miast Phoenix i Seattle odnotowują 5 razy więcej zatrzymań niż pozostałe jednostki patrolowe. Zauważany jest też wrażenie większej obecności dzięki lepszej mobilności.
Patrole tego typu tworzone są do monitorowania miejsc rekreacyjnych o ograniczonym lub brakiem dostępu do pojazdów mechanicznych. Pojawia się też argument ekonomiczny używania patrolów tego typu.